# Ōtsuka Miki
Ōtsuka Miki (jap. 大塚 幹; * 17. Mai 1891; † 18. Juli 1945) war ein Admiral der Kaiserlich Japanischen Marine im Zweiten Weltkrieg.
Nach seiner Dienstzeit auf verschiedenen Kriegsschiffen wurde Ōtsuka am 15. Dezember 1939 im Rang eines Kapitän zur See (Kaigun-Daisa) auf der Jokosuka als Reserveoffizier in den Ruhestand geschickt. Am 10. September 1941 wurde er reaktiviert und auf der Jokosuka sowie kurzzeitig auch auf anderen Schiffen eingesetzt. Am 15. Oktober 1944 wurde er Konteradmiral (Kaigun-Shōshō). Am 27. April 1945 übernahm Ōtsuka das Kommando auf dem im Hafen von Kure liegendem Schlachtschiff Nagato, auf welchem er bereits in den 1920er Jahren als Korvettenkapitän (Kaigun-Shōsa) gedient hatte. Am 18. Juli 1945 wurde die Nagato von amerikanischen Trägerflugzeugen angegriffen und durch Bombentreffer auf der Brücke und an Deck beschädigt, wobei Konteradmiral Ōtsuka und 50 weitere Männer getötet wurden. Posthum erfolgte die Beförderung zum Vizeadmiral (Kaigun-Chūjhō).